# TK Hannover Luchse
Die TK Hannover Luchse sind ein Damen-Basketball-Team aus Hannover, die in der höchsten deutschen Spielklasse des Damen-Basketballs, der 1. Damen-Basketball-Bundesliga, antreten.
Die Wurzeln des Teams liegen in der Basketball-Abteilung des TK Hannover, der zu Niedersachsens größten Sportvereinen zählt. Der Spielbetrieb des Bundesligisten wird von der TK Hannover Damen-Basketball Spielbetriebs UG geleitet, die im Februar 2015 ins Handelsregister eingetragen wurde.

## Geschichte
Ursprünglich firmierte das Team unter dem Namen „TKH Basketball Damen“, wobei das Kürzel „TKH“ für den Turn Klubb zu Hannover stand. Seit der Saison 2021/22 trägt das Team in Anlehnung an das Maskottchen des Hauptvereins, einem Luchs, den Namen „TK Hannover Luchse“.
Unter der Regie von Headcoach Rodger Battersby gelang in der Saison 2011/2012 der Aufstieg aus der 1. Regionalliga Nord in die 2. DBBL Nord. Nach vier Spielzeiten in der Liga erfolgte in der Saison 2015/2016 schließlich der Aufstieg in die 1. DBBL.
Dort erreichte das Team mit Ausnahme der Saison 2020/2021 seitdem in jeder Spielzeit den Einzug in die Play-off-Runde. Im Pokalwettbewerb der DBBL-Saison 2019/2020 wurde mit dem dritten Platz der bis dahin größte sportliche Erfolg der Vereinsgeschichte erreicht. Zu Beginn der Saison 2021/22 stieß Sidney Parsons als Headcoach zum Team, die vorher schon bei Altmeister Wasserburg erfolgreiche Arbeit geleistet hatte. Auf Anhieb gelang ihr der erneute Einzug in die Play-offs, im Pokalwettbewerb erreichte der TKH wieder das Finalturnier – nach zwei Niederlagen reichte es allerdings nur für den vierten Platz.
In der Saison 2022/23 konnten die Luchse mit einer runderneuerten Mannschaft diesen Erfolg noch übertrumpfen – beim Finalturnier in Osnabrück gewannen sie gegen die Gastgeberinnen den Pokal. Die reguläre Saison beendeten sie (begünstigt durch den insolvenzbedingten Rückzug der Rheinland Lions) auf Tabellenplatz eins, der dem Team das Heimrecht in den Play-offs bis zu einer möglichen Finalserie sicherte. Zum ersten Mal überstanden die Luchse die erste Play-off-Runde – mit einem 2:0-Sweep über den amtierenden Meister aus Freiburg. In einer engen Halbfinal-Serie setzte sich das Team wieder in zwei Spielen gegen Osnabrück durch – wie schon im Pokalfinale. Im Traumfinale trafen dann die beiden besten Mannschaften der regulären Saison aufeinander, die TK Hannover Luchse und die Rutronik Stars Keltern. Keltern, Meister von 2018 und 2021, spielte seine ganze Routine aus und gewann gleich das erste Spiel in Hannover – der Heimvorteil war futsch. Star-Forward Angel Rizor, die gemeinsam mit den Guards Dara Taylor und Laura Stockton (Tochter von NBA-Legende John Stockton) maßgeblichen Anteil an der erfolgreichen Saison hatte, brach sich im ersten Finalspiel die Hand. Diesen Verlust konnten die Luchse nicht ausgleichen und verloren auch die beiden nächsten Spiele der Best-of-Five-Serie. Die Meisterschaft ging an Keltern, die Luchse trösteten sich mit dem Pokal und dem Rückblick auf die erfolgreichste Saison der Vereinsgeschichte. Am Tag nach dem verlorenen dritten Finalspiel trug sich die Mannschaft in das Goldene Buch der Stadt Hannover ein.
Als Unterbau des Bundesligateams bestehen eine 2. und 3. Damen-Mannschaft und im weiblichen Nachwuchsbereich zwei U16-Teams, zwei U14-Teams, ein U12-Team und ein U10-Team.
In den Spielpausen der Heimspiele treten die Cheerleader des TK Hannover auf und präsentieren akrobatische Kunststücke.

## Aufgebot der Saison 2022/23
| Funktion        | Name                   | Herkunft            | Geburtstag |
| Assistant Coach | Raphell Thomas-Edwards | Leicester, England  | 05.03.1993 |
| Head Coach      | Sidney Parsons         | Gilbea Arizona, USA | 05.12.1987 |

| Nr. | Funktion | Name                 | Ref.          | Herkunft                             | Letzter Verein                  | Im Verein seit | Geburtstag | Größe  |
| 2   | Guard    | Dara Taylor          | [ 7 ] [ 8 ]   | Manhattan, USA                       | Alvik Basket                    | 2022           | 16.01.1991 | 171 cm |
| 4   | Forward  | Angel Rizor          | [ 9 ] [ 10 ]  | Zebulon, USA                         | Cesme Basketbol Izmir           | 2022           | 27.07.1998 | 183 cm |
| 5   | Center   | Samantha Roscoe      | [ 11 ] [ 12 ] | Perth, Australien (+ Großbritannien) | medical Instinct Veilchen BG 74 | 2021           | 23.10.1995 | 194 cm |
| 6   | Guard    | Finja Schaake        | [ 13 ] [ 14 ] | Grünberg, Deutschland                | BC Pharmaserv Marburg           | 2020           | 23.07.1992 | 179 cm |
| 8   | Forward  | Kristyná Brabencová  | [ 15 ] [ 16 ] | Brno, Tschechien                     | medical Instinct Veilchen BG 74 | 2022           | 16.12.1999 | 183 cm |
| 9   | Guard    | Karolin Tzokov       | [ 17 ] [ 18 ] | Meerbusch, Deutschland               | TG Neuss Tigers                 | 2018           | 26.10.1999 | 180 cm |
| 10  | Forward  | Flavia Behrendt      | [ 19 ]        | Hannover, Deutschland                | MTV Wolfenbüttel                | 2022           | 09.09.1997 | 182 cm |
| 11  | Guard    | Laura Stockton       | [ 20 ] [ 21 ] | Spokane, USA (+ Kroatien)            | CAB Estepona                    | 2022           | 13.10.1996 | 173 cm |
| 12  | Center   | Rowie Jongeling      | [ 22 ]        | Waalwijk, Niederlande                | Rheinland Lions                 | 2022           | 19.05.1993 | 188 cm |
| 13  | Center   | Maria Konstantinidou | [ 23 ] [ 24 ] | Stuttgart, Deutschland               | Eisvögel USC Freiburg           | 2022           | 13.12.2002 | 186 cm |
| 26  | Guard    | Nicole Brochlitz     | [ 25 ] [ 26 ] | Dresden, Deutschland                 | ChemCats Chemnitz               | 2022           | 20.01.2004 | 169 cm |
| 31  | Forward  | Mikaela Gustafsson   |               | Tveta, Schweden                      | Alvik Basket                    | 2023           | 13.08.1993 | 185 cm |
| 55  | Forward  | Jowita Ossowska      | [ 27 ]        | Gdynia, Polen                        | GTK Gdynia                      | 2022           | 07.04.1996 | 182 cm |

## Aufgebot in der Saison 2021/2022

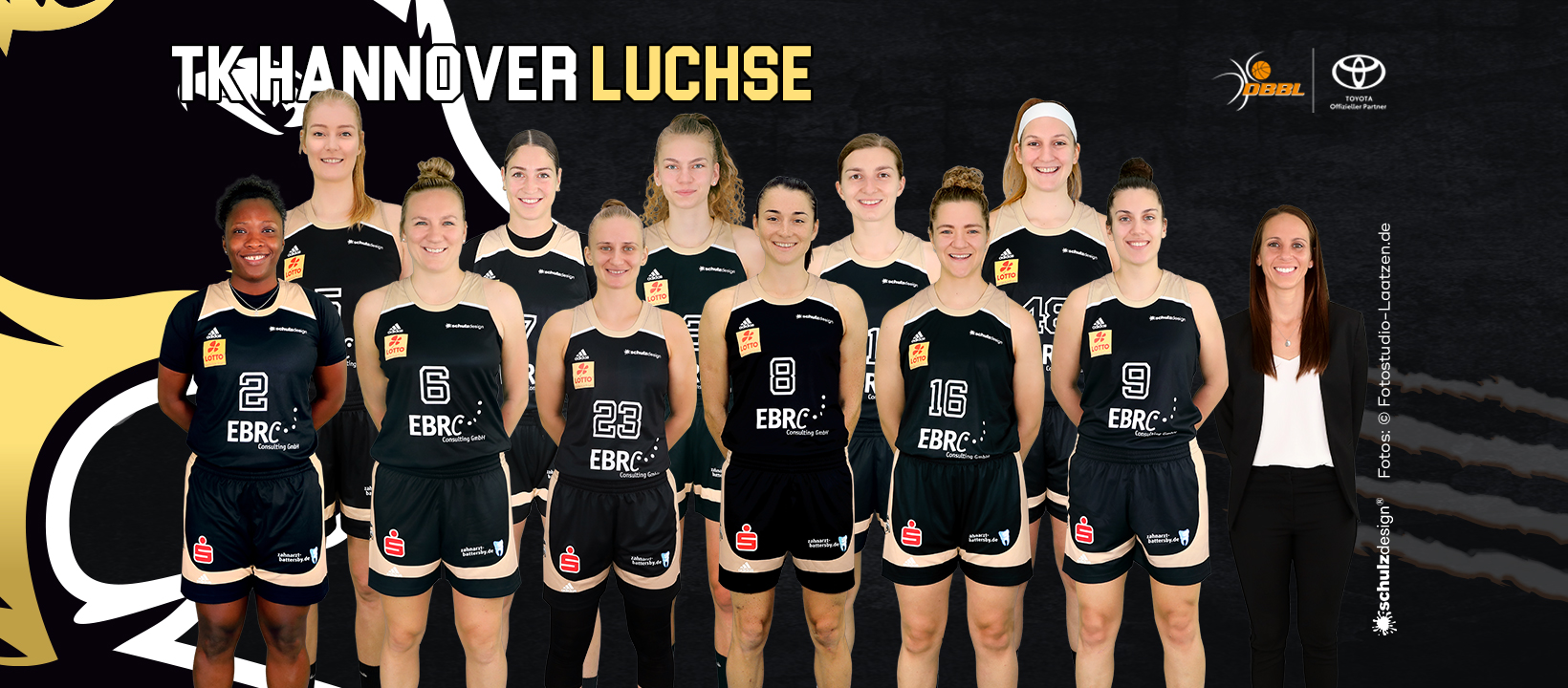
Team in der Saison 2021/2022

| Funktion   | Name           | Herkunft            | Geburtstag |
| Head Coach | Sidney Parsons | Gilbea Arizona, USA | 05.12.1987 |

| Nr. | Position | Name                  | Herkunft                               | Geburtstag | Größe  |
| 2   | Guard    | Kelly Moten           | Gary Indiana, USA                      | 12.12.1993 | 176 cm |
| 5   | Center   | Samantha Roscoe       | Perth, Australien (+ Großbritannien)   | 23.10.1995 | 194 cm |
| 6   | Guard    | Finja Schaake         | Grünberg, Deutschland                  | 23.07.1992 | 179 cm |
| 7   | Forward  | Patricia Brossmann    | Berlin, Deutschland                    | 23.03.1997 | 183 cm |
| 8   | Forward  | Tessa Stammberger     | Wolfenbüttel, Deutschland (+ Kanada)   | 25.05.1993 | 180 cm |
| 9   | Guard    | Karolin Tzokov        | Meerbusch, Deutschland                 | 26.10.1999 | 180 cm |
| 11  | Guard    | Aldona Morawiec       | Rybnik, Polen                          | 29.05.1992 | 183 cm |
| 12  | Forward  | Lara Rohkohl          | Hannover, Deutschland                  | 20.10.2002 | 188 cm |
| 14  | Guard    | Emma Stach            | Buchholz in der Nordheide, Deutschland | 04.10.1996 | 175 cm |
| 16  | Guard    | Helena Eckerle        | Saarbrücken, Deutschland               | 10.05.2000 | 180 cm |
| 22  | Forward  | Danielle Mc Cray      | West Palm Beach, USA                   | 29.01.1993 | 186 cm |
| 23  | Guard    | Aljaksandra Tarassawa | Grotno, Belarus                        | 23.06.1988 | 172 cm |
| 48  | Center   | Anne Zipser           | Heidelberg, Deutschland                | 04.08.1998 | 192 cm |

## Erfolge
- Pokalsieger im Pokalwettbewerb der DBBL-Saisons 2022/2023, 2023/2024[30]
- Deutscher Vizemeister in der DBBL-Saison 2022/2023[31]
- 3. Platz im Pokalwettbewerb der DBBL-Saison 2019/2020
- Erreichen der Play-offs um die deutsche Meisterschaft in den Spielzeiten 2015/2016, 2016/2017, 2017/2018, 2018/2019, 2019/2020, 2021/2022, 2022/2023

## Spielstätte
Die Heimspiele finden in der Sporthalle der Otfried-Preußler-Schule in Hannovers Südstadt statt. Die Sporthalle mit bis zu 350 Plätzen wird von Fans auch „Birkendome“ genannt.

## Bekannte ehemalige Spielerinnen
- Lisa Koop Birte Thimm
- Dorothea Richter Dorothea Richter
- Dragana Gobeljic
- Haiden Palmer

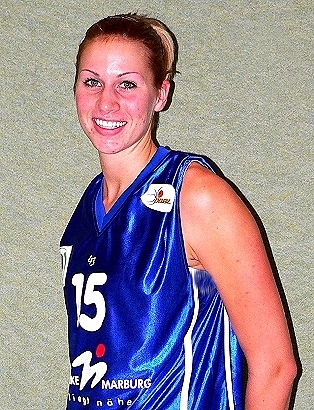
Lisa Koop

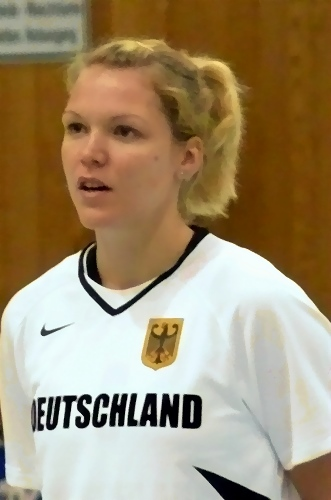
Dorothea Richter

- Inken-Viktoria Henningsen
- Ivana Brajković
- Lisa Koop
- Melissa Ann Jeltema
- Mélissa Diawakana
- Mia Mašić
- Stefanie Grigoleit
- Teja Goršič

## Vergangene Spielzeiten
- 2011/2012:  3. Platz 1. Regionalliga Nord (Aufstieg in die 2. DBBL Nord)
- 2012/2013:  ?. Platz 2. DBBL Nord
- 2013/2014:  4. Platz 2. DBBL Nord
- 2014/2015:  ?. Platz 2. DBBL Nord
- 2015/2016:  1. Platz 2. DBBL Nord (Aufstieg in die 1. DBBL)
- 2016/2017:  7. Platz 1. DBBL
- 2017/2018:  7. Platz 1. DBBL
- 2018/2019:  6. Platz 1. DBBL
- 2019/2020:  6. Platz 1. DBBL, 3. Platz DBBL-Pokal
- 2020/2021: 11. Platz 1. DBBL
- 2021/2022:  6. Platz 1. DBBL (durch Quotientenregelung)[32], 4. Platz DBBL-Pokal
- 2022/2023:  1. Platz 1. DBBL, Pokalsieger DBBL-Pokal, deutscher Vizemeister